# Хатуние джамия
Вижте пояснителната страница за други значения на Хамза бей джамия.
Хатуние джамия (на турски: Hatuniye Cami; на македонска литературна норма: Хатуније џамија) е мюсюлмански храм в град Битоля, Северна Македония.

## Местоположение
Разположена е в старата Арнаут махала.

## История
Джамията е изградена в 1903 година и може би е последната в града, преди попадането му в Сърбия след Балканските войни. Името на джамията показва, че основателката ѝ е била видна дама. Възможно е храмът да е свързан с култа към известната мюсюлманска светица Рабия Хатун от Басра (714 – 801), чийто култ е пренесен на Балканите от бекташите. Името може да е свързано и с титлата давана на законните жени на султана.

## Архитектура
Дворът на джамията с минарето и малкото гробище около нея е бил ограден със стена. Джамията е скромна правоъгълна сграда с размери 13,5 m x 8,55 m. На западната страна има портик. Покривът е скатен, стръмен с керемиди. Минарето е разположено от дясната страна на джамията и е ниско с проста декорация на шерефето. Над входа има мраморна плоча с надпис:
| „ | Тази кибла е най-важната точка в това място. Казват, че, когато влезеш в това място, трябва да отдадеш най-голяма почит. В това място поклонението е почит. Без съмнение това е домът на спасението. С най-голяма любов трябва да повтаряме името на Бог. В този дом трябва да поискаш това, което ти е нужно от Бог. Джамад ал ухра 1323 [септември 1903]. | “ |